# José María Safigueroa
 José María Safigueroa  (barrio de Palermo, Buenos Aires, Argentina, 28 de febrero de 1938 – Mar del Plata, provincia de Buenos Aires, Argentina, 7 de noviembre de 2008), conocido como “Gogo" Safigueroa, fue un crítico de cine y periodista de larga trayectoria en su país.

## Actividad profesional
Comenzó su vinculación con el periodismo en el diario El Mundo al que ingresó a los 19 años como corrector y luego pasó a redactor trabajando en varias secciones de ese matutino. Más adelante, trabajó varios años como redactor y jefe de redacción de Crónica en tanto por ese mismo tiempo colaboraba como crítico de cine en varios programas de la radiotelefonía. También se presentó en televisión, medio en el cual alcanzó su mayor popularidad cuando participó en los ciclos de Gerardo Sofovich Semana Nueve (1981-1982), La Noche del Sábado (1988) y La noche del domingo (1987-1993), en los que además de comentar los estrenos cinematográficos describía las "perlitas", esto es curiosidades de distintas películas y los errores que descubría en ellas, ilustrados con las correspondientes imágenes, así mismo participó en muchas oportunidades como columnista invitado en los programas de Telefé, Botica de Tango, conducido por Eduardo Bergara Leumann y en Badia y Compañía, conducido por Juan Alberto Badía emitido por Canal 13.

### En los medios
Trabajó en Radio Mitre, Radio Splendid, Radio Belgrano, Radio El Mundo, Radio del Plata y Radio Continental donde participó en varios ciclos como la primera época de Rapidísimo junto a Héctor Larrea, en el último tiempo era uno de los principales conductores de emisora La 2x4 (FM 92.7), para la cual había viajado a Mar del Plata para cubrir el Festival de Cine. En esa radio había celebrado a fines de abril de 2008 las 400 emisiones al frente del ciclo Los Tres Berretines, donde mostraba sus vastos conocimientos sobre el tango, género al que también estaba vinculado como presentador en varias oportunidades de agrupaciones y cantantes. También participó en espectáculos de café concert como el que compartió en marzo de 2007 con Joe Rígoli, Carlos Morel y César Dalvia y el titulado Noches de Show, en el Café de la U, junto a Graciela Raffa en 2008.
Participó como intérprete en dos películas del género de comedia en Argentina: Camarero nocturno en Mar del Plata (1986) y Johnny Tolengo, el majestuoso (1987).

## Fallecimiento
Cuando se encontraba en su habitación del hotel Versailles de Mar del Plata, a donde había viajado con motivo del Festival del Cine de esa ciudad falleció el 7 de noviembre de 2008 por causa de un ataque cardíaco.